# 안드레스 알다마
안드레스 알다마 카브레라(스페인어: Andrés Aldama Cabrera, 1956년 4월 9일~)는 쿠바의 권투 선수로 1976년 하계 올림픽 라이트웰터급 은메달, 1980년 하계 올림픽 웰터급 금메달을 획득했다.